# Пикринова киселина
Пикринова киселина е тривиалното наименование на химичното съединение 2,4,6-тринитрофенол. Представлява яркожълто твърдо кристално вещество с горчив вкус. Както и други силно нитрирани съединения (напр. тринитротолуен), пикриновата киселина е взривно вещество. Има антисептични свойства. При външно прилагане успокоява болката, предизвикана от рани, а при попадане в организма е силно отровна.

## Етимология
Наименованието на киселината произлиза от гръцката дума „пикрос“, означаваща горчиво.

## Откриване
Не е известно кой и кога за първи път синтезира пикриновата киселина. Някои смятат за пръв неин откривател английският учен Вулф, който през 1771 г. пише в списанието на Лондонското кралско дружество, че с помощта на индиго и азотна киселина различни тъкани могат да бъдат оцветени в жълто. Други приемат, че Хаусман през 1787 г. пръв установява пикриновата киселина между продуктите на взаимодействието на индигото и азотната киселина. През 1799 г. френският учен Велтер установява образуването на киселината при третиране на коприна с азотна киселина. Той открива и експлозивните ѝ свойства. През 1841 г. Лоран идентифицира химичното съединение като тринитрофенол. Шпренгел през 1873 г. и Турпин през 1875 г. потвърждават експлозивния характер на веществото.

## Химични свойства
Пикриновата киселина дава соли, наречени пикрати. Те се утаяват лесно от органични бази и затова се използват в аналитичната химия за характеризирането на различни органични съединения. Повечето пикрати са взривни вещества, по-експлозивни от самата киселина. Най-чувствителни са пикратите на оловото, среброто и жилязото, а най-слабо - на амония и натрия.
Основен промишлен метод за синтез на пикриновата киселина е нитрирането на фенол. С разредена азотна киселина са получава разтвор, а с нитрирна смес киселината се отделя като жълти кристали.

## Мерки на безопасност
Съвременните мерки за безопасност препоръчват складирането на пикринова киселина да става докато тя е влажна. Когато пикриновата киселина е суха, тя е сравнително чувствителна към удар и триене, така че лабораториите, които я използват, я държат в бутилки под слой вода, който я прави безопасна. Трябва да се използват стъклени или пластмасови бутилки, тъй като пикриновата киселина може да образува метални пикратни соли, които са дори по-чувствителни и опасни от киселината. Мерките за безопасност за чиста пикринова киселина са донякъде преувеличени, тъй като тя успешно е използвана като експлозивен пълнител за повечето артилерийски снаряди и бомби през Първата световна война. Тези приложения неизбежно я подлагат на удар и триене при изстрелването на снарядите.